# Максиларна прогнатија
Максиларна прогнатија или максиларна протрузија  једна је од  дисгнатија која се карактерише ненормалан изглед лица и поремећајем загрижаја због поремећеног односа горње вилице према бази лобање. Клинички се манифестује избочењем горње вилице или алвеоларног гребена, изазваног сагиталним померањем горње вилице и зуба у целини, при чему не постоји разлика између апикалне базе и зубног лука.

## Релевантна анатомија
Горња вилица (лат. maxilla) је велика парна кост у средишњем делу лица. Она учествује у изградњи очне и носне дупље, као и подсљепоочне и криластонепчане јаме. На њој се описују тело и четири наставка (јабучни, чеони, непчани и зубни). Унутар кости се налази шупљина која се назива вилични синус.
Зубни наставак (лат. processus alveolaris) има полулучни облик и садржи алвеоле за коренове горњих зуба. Он се развија паралелно са развојем зуба и подлеже променама у случају њиховог испадања. Зубне чашице првог и другог секутића су спљоштене у правцу напред-назад и левкастог су облика, док су чашице бочних зуба више четвртастог облика. Између појединачних алвеола налазе се коштане међузубне преграде.

## Етиологија
Прекомерна развијеност горње вилице може бити последица генетских разлика или ретких, основних стања које укључују:
Крузонов синдром
Када дође до овог генетског стања, кости у лобањи детета се прерано спајају, што јутиче на на њихову структуру и изглед лица.
Синдром невоидног карцинома базалних ћелија
Овај синдром укључује низ наследних генетских дефеката који утичу на кости, кожу, очи и нервни систем.
Гигантизам
Ово стање се односи на убрзани раст у детињству, посебно на висину, узрокован хормонском неравнотежом.
Акромегалија
Као и гигантизам, ово стање се односи на прекомерни раст, али се не појављује до одраслог доба.

## Клиничка слика
Клиничку слику карактерише прекомерни развој горње вилице (максиле) што услед  неслагања између ње и доње вилице доводи до тога да се зуби не уклапају правилно.Горња усна је краћа, слабије развијене мускулатуре, а због отежане оклузије дисање почиње отворених уста.
Овај поремећај може бити фрустрирајући за дете које све више осећа да има неусклађену структуру вилице, и због тога пати и избегава дружење са осталом децом.

## Терапија
Лечи се остеотомијом са померањем истуреног фронталног дела максиле (горње вилице) уназад, при чему се уклањају први и други премолар уз истовремену остеотомију максиларног (горњевиличног) коштаног ткива.